# 沮渠秉
沮渠秉（？—444年），临松（今甘肃省张掖南）卢水胡人。十六國北凉將領。沮渠蒙逊子。
史书没有记载沮渠秉在北凉立国时代的事迹，439年，北凉被北魏灭亡，沮渠秉的哥哥沮渠牧犍被魏太武帝俘虏，沮渠牧犍官至征西大将军。沮渠秉在北魏官至东雍州刺史。444年七月初十，沮渠秉图谋造反，被北魏朝廷处死。